# Route nationale 22 (Francia)

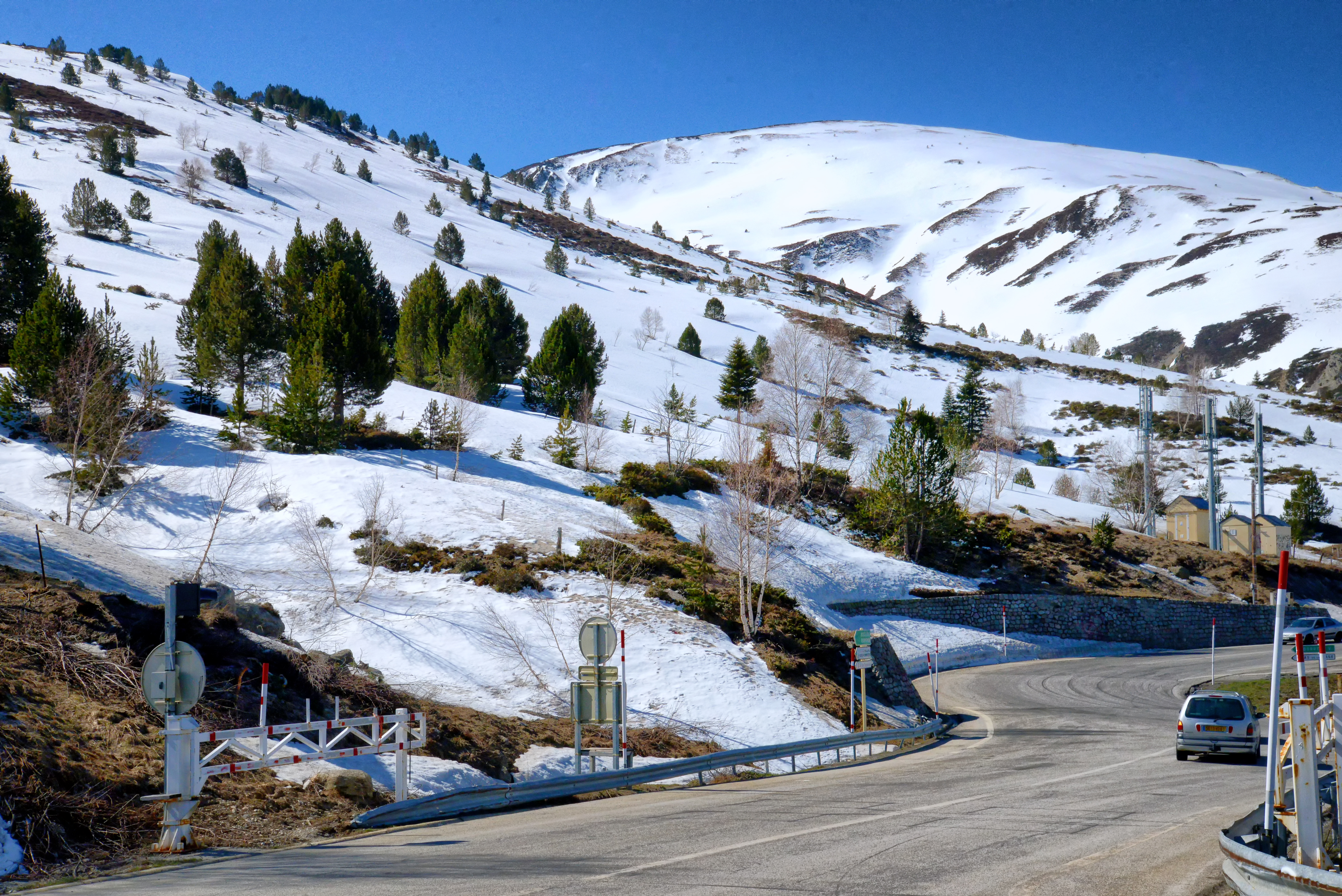
La strada a Porté-Puymorens

La route nationale 22 (N 22) in Francia è una strada che collega L'Hospitalet-près-l'Andorre al confine andorrano presso Pas de la Casa.

## Storia
Fino al 1975 la nomenclatura N22 indicava un'altra strada, che portava da Mauzé-sur-le-Mignon a La Rochelle, terminando presso il porto della città. Ora questo tratto appartiene alla N11, fatta eccezione per la parte finale che è stata declassata.
In seguito alla riforma, invece, la N22 passò ad indicare la ex route nationale 20b. Oggi parte dalla N20 e condivide un tratto con la N320, da cui si stacca per raggiungere il confine con il Principato, vicino al punto in cui comincia la galleria d'Envalira. La strada nazionale viene continuata dalla carretera general 2 in territorio andorrano.